# Gerygone igata
La Ratona hada de la Isla Norfolk o  Gerygone igata, es una especie de ave insectívora Passeriformes del género Gerygone, que pertenece a la Superfamilia Meliphagoidea (familia de los Pardalotidae, perteneciente a la subfamilia Acanthizidae). Es endémica de Nueva Zelanda.

## Subespecies
Comprende las siguientes subespecies:
- Gerygone igata insularis
- Gerygone igata modesta